# Mount Ayliff
Mount Ayliff ist eine Stadt in der südafrikanischen Provinz Ostkap (Eastern Cape). Sie ist Verwaltungssitz des Distrikts Alfred Nzo und liegt in der Gemeinde Umzimvubu.

## Geographie
2011 hatte Mount Ayliff 5367 Einwohner (Volkszählung). Am häufigsten wird isiXhosa gesprochen. Die Stadt liegt am Hang des gleichnamigen, etwas über 1500 Meter hohen Berges. Westlich fließt der Umzimhlava. Die Umgebung wird nach einer Untergruppierung der Xhosa als Maxesibeni bezeichnet. Nahegelegene Städte sind Kokstad 40 Kilometer nördlich und Mount Frere 26 Kilometer südwestlich. Mount Ayliff liegt nahe der Grenze zur Provinz KwaZulu-Natal. 

## Geschichte
Der Ort wurde 1878 gegründet und nach dem nahen Berg benannt. Als dessen Namenspatron kommen verschiedene Männer in Betracht. Bis 1994 gehörte Mount Ayliff zur Transkei. 1999 forderte ein Sturm im Gebiet von Mount Ayliff 22 Todesopfer.
In Mount Ayliff ist die traditionelle Herrscherfamilie Jojo ansässig. 

## Wirtschaft und Verkehr
Mount Ayliff ist Standort eines Krankenhauses. 
Die Stadt liegt an der Fernstraße National Route 2, die Mount Ayliff unter anderem mit Mount Frere im Westen und Kokstad im Nordosten verbindet. Am Westrand der Stadt liegt ein kleiner Flugplatz.

## Persönlichkeiten
- Mvume Dandala (* 1951), Politiker und Kirchenführer, geboren in Mount Ayliff